# Polythiazyle
Le polythiazyle, ou polymère de nitrure de soufre, est un polymère inorganique de formule (SN)x. Il se présente sous forme d'un solide de couleur bronze à l'éclat métallique et fut historiquement le premier polymère inorganique conducteur à avoir été produit.
Le polythiazyle présente un phénomène de supraconductivité à une température inférieure à 0,26 K.
Plusieurs mésomères peuvent être décrits pour représenter sa structure électronique :
L'accès au polythiazyle se fait à partir de tétranitrure de tétrasoufre S4N4 avec l'obtention intermédiaire de dinitrure de disoufre S2N2 (équation 2.) qui réagit en présence de sulfure d'argent utilisé comme catalyseur (équation 3.) :
1. S4N4 + 8 Ag → 4 Ag2S + 2 N2.
2. S4N4 (avec catalyseur Ag2S) → 2 S2N2 (avec réfrigération à 77 K) → S2N2 solide.
3. S2N2 (à 0 °C, se sublime en surface) → polymérisation thermique → (SN)x.